# Šmihel nad Mozirjem
Šmihel nad Mozirjem (izgovarjava [ʃmiˈxeːu̯ nad mɔˈziːɾjɛm])je razloženo naselje samotnih kmetij v Občini Mozirje. Vas se nahaja na vznožju Golt severno od Mozirja. Naselje je kot del Občine Mozirje tudi del Savinjske statistične regije in Štajerske. Leta 1955 so kraj preimenovali iz Šmihel v Šmihel nad Mozirjem.
V kraju stoji cerkev sv. Mihaela iz 17. stoletja in je upravno del celjske škofije. V kraju sta dve turistični kmetiji. Znana izletniška točka v bližini je Konečnikova planina. V Šmihelu nad Mozirjem enkrat na leto obudijo stare navade in šege na Ovčarskem prazniku.